# 岐阜柳瀨站
岐阜柳瀨站（日语：／ Gifu Yanagase eki */?）是位於岐阜縣岐阜市神田町，名古屋鐵道岐阜市內線本線（長良線）的電車站（廢站）。美濃町線曾經以此站作為起點。
此站最接近岐阜市中心柳瀨。

## 歷史
在1911年（明治44年），岐阜市內線和美濃町線的前身美濃電氣軌道開通，此站啟用。當時已經為2條路線的轉乘站。車站名稱初時為神田町站（日语：／）。在大正中期改名為美濃電柳瀨站（日语：／）。在1931年再改名為岐阜柳瀨站。
美濃町線曾經從此站作為起點，在此處至梅林站之間途經美殿町通。但是由於車站周邊的道路比較狹窄，難以真正作為一座轉乘車站。在1950年，於此站南邊的徹明通擴寬，使美濃町線走線遷移至該道路上。使美濃町線的起點站由此站變為徹明町站。自此，此站只有岐阜市內線一條路線停靠。後來由於汽車開始普及，使岐阜市內線的客量與業績不理想。隨著於1988年舉行岐阜中部未來博，為了避免阻礙市內的交通，把包含此站在內的徹明町站至長良北町站之間區間被廢除。而此站也同時被廢除。
- 1911年（明治44年）2月11日 - 美濃電氣軌道岐阜站前站至今小町站（後來與泉町站合併）之間，以及此站至上有知站（後來名為美濃站）之間開通，神田町站啟用[7]。
- 大正中期 - 電車站改名為美濃電柳瀨站[7]。
- 1930年（昭和5年）8月20日 - 美濃電氣軌道與名古屋鐵道（第一代。同年中改名為名岐鐵道，在1935年起再改名為名古屋鐵道）合併。成為名古屋鐵道的電車站[7]。
- 1931年（昭和6年）1月1日 - 電車站改名為岐阜柳瀨站[7]。
- 1950年（昭和25年）4月1日 - 美濃町線起點站更改為徹明町站。此站至梅林站之間被廢除[7]。
- 1988年（昭和63年）6月1日 - 岐阜市內線徹明町站至長良北町站之間廢除，此站也同時廢除[7]。

## 電車站構造
截至電車站廢除前，此站是地面車站，設有2面2線的相對式月台。電車站是建於在混合路權軌道上。

### 配線圖
|                 | ↑ 美濃町線 日野橋方向 （1950年廢除） |              |
| ← 伊奈波通方向  | 岐阜柳瀨站 站內配線略圖              | → 徹明町方向 |
| 图例 参考文献： |                                      |              |

## 關於站名
在《名古屋鐵道社史》和《名古屋鐵道百年史》等由名鐵提供的文獻中。在1931年起一貫把此站名為岐阜柳瀨（日语：柳ヶ瀬 (岐阜市)）。由鐵道省製作的《地方鐵道及軌道一覽 截至昭和10年4月1日》中，此站名為柳瀨（日语：柳ヶ瀬 (岐阜市)）。在戰前，兩個名稱均有使用。在路線圖中，兩個名稱也曾經出現。
在電車車內廣播（一人控制時的車內廣播）中，在晩年只會稱呼此站作柳瀨。

## 電車站周邊
- 柳瀨商店街
  - 岐阜近鐵百貨店（日语：岐阜近鉄百貨店） - 不是近鐵百貨店（日语：近鉄百貨店）（總店位於阿倍野店）。而是丸物（日语：丸物）→京都近鐵百貨店（日语：丸物#京都近鉄百貨店）的分店。遺址變為中日新聞社岐阜分社。

## 相鄰電車站
名古屋鐵道
岐阜市內線
徹明町－岐阜柳瀨－市役所前
美濃町線（舊線，於1950年走線遷移後廢除）
岐阜柳瀨－梅林
- 在舊線中，此站與梅林站之間曾經設有美園町站和殿町站。但是關閉日期不詳。

## 注腳
1. ↑  . 鄉土出版社. 1997: 31. ISBN 4-87670-097-4.
2. 1 2  今尾惠介（監修）.  7 東海. 新潮社. 2008: 52. ISBN 978-4-10-790025-8 （日语）.
3. ↑  . 鄉土出版社. 1997: 58. ISBN 4-87670-097-4 （日语）.
4. 1 2  . 鄉土出版社. 1997: 23–25. ISBN 4-87670-097-4 （日语）.
5. ↑  川島令三. . 名古屋北部・岐阜篇 1. 草思社. 1997: 174. ISBN 4-7942-0796-4 （日语）.
6. ↑  名古屋鉄道広報宣伝部（編）. . 名古屋鐵道. 1994: 571 （日语）.
7. 1 2 3 4 5 6 7  . 鄉土出版社. 1997: 218–230. ISBN 4-87670-097-4 （日语）.
8. ↑  《路面電車と街並み―岐阜・岡崎・豊橋》 日本路面電車同好會名古屋分部，蜻蜓出版，1999年6月，96頁。ISBN 978-4887161245。